# 江別市立上江別小学校
江別市立上江別小学校（えべつしりつかみえべつしょうがっこう）とは、北海道江別市ゆめみ野南町にある市立の小学校である。1999年（平成11年）4月1日設立。

## 概要
上江別小学校の校区は、江別駅南側の上江別地区（上江別・上江別東町・上江別西町・上江別南町）、ゆめみ野地区（ゆめみ野東町・ゆめみ野南町）、東野幌地区からなっている。ゆめみ野地区は1996年（平成8年）ころから造成された団地で1,100戸余りの住宅が立ち並んでいる。上江別地区・東野幌地区から通学する児童とゆめみ野地区から通学する児童の割合は、以前は均等程度であったが現在はゆめみ野地区から通う児童が過半数を超えている。 上江別小学校は、上江別地区の住民にとっては、1973年（昭和48年）の学校用地取得以来の建設を待ち望んでいた学校であり、ゆめみ野地区の住民にとっても、街づくりにかける思いと重なり、地域の学校の教育活動への期待は大きい。

## 校区
上江別小学校の校区は以下の通りである。
- 上江別東町
- 上江別西町
- 上江別南町
- 上江別（91番地-92番地、106番地-111番地、201番地-220番地、300番地、325番地-347番地、350番地-352番地、354番地-368番地、374番地-436番地、438番地、442番地-444番地、446番地、451番地-454番地、456番地-463番地）
- ゆめみ野東町
- ゆめみ野南町
- 東野幌（312番地-318番地、695番地-699番地、701番地-702番地、731番地-748番地、927番地-943番地、949番地、951番地、953番地-956番地、958番地-963番地、965番地、968番地-969番地、989番地、1004番地、1006番地-1010番地、1013番地-1063番地）

## 教育目標等
2024年度（令和6年度）現在の教育目標等は以下の通りである。
- 「いきいき　のびのび」
  - かんがえる子
  - やさしい子
  - げんきな子
  - なかよくする子

## 教育活動
特色のある教育活動として、以下のものが挙げられる。
小一貫教育の取組
- めざす子ども像の共有
- 各教科の年間指導計画の接続・作成
- 授業の相互交流
- 中学校登校の実施
- 児童会・生徒会交流
- 部活見学
- 生活指導・学習規律など統一的な指導の接続
- テスト期間中の家庭学習強化週間の実施
- 接続を意識したキャリアパスポートの実践

地域一体型・学校顔づくり事業
- 朝読書
- 児童会図書委員会の活動と調べ学習
- ボランティアによる読み聞かせや図書修理
- 校内研修の充実
- 学習指導の創意工夫
- 総合的な学習の時間の創造的な展開
- 開かれた学校の推進

## 児童数・学級数
| 学年   | 1年生 | 2年生 | 3年生 | 4年生 | 5年生 | 6年生 | 特別支援 | 計  |
| ------ | ----- | ----- | ----- | ----- | ----- | ----- | -------- | --- |
| 学級数 | 3     | 3     | 3     | 3     | 3     | 3     | 4        | 22  |
| 児童数 | 78    | 83    | 101   | 81    | 83    | 105   | 24       | 555 |

（2024年（令和6年）5月1日現在）

## 歴史

### 沿革
学校の沿革は以下の通りである。
- 1998年（平成10年）03月 - 学校設置・校名決定。（市議会）
- 1999年（平成11年）04月 - 江別小学校より分離新設。
- 1999年（平成11年）10月 - 校歌制定。

## 所在地
上江別小学校の所在地は以下の通りである。
- 郵便番号：067-0066
- 所在地：北海道江別市ゆめみ野南町9-3